# Santa Eufémia (Leiria)
Santa Eufémia é uma povoação portuguesa do Município de Leiria que foi sede da extinta Freguesia de Santa Eufémia, freguesia que tinha 10,37 km² de área e 2 327 habitantes (2011), e, por isso, uma densidade populacional de 224,4 hab./km².
A Freguesia de Santa Eufémia foi extinta em 2013, no âmbito de uma reforma administrativa nacional, para, em conjunto com a Freguesia de Boa Vista formar uma nova freguesia denominada União das Freguesias de Santa Eufémia e Boa Vista da qual é a sede.

## População
| População da freguesia de Santa Eufémia | População da freguesia de Santa Eufémia | População da freguesia de Santa Eufémia | População da freguesia de Santa Eufémia | População da freguesia de Santa Eufémia | População da freguesia de Santa Eufémia | População da freguesia de Santa Eufémia | População da freguesia de Santa Eufémia | População da freguesia de Santa Eufémia | População da freguesia de Santa Eufémia | População da freguesia de Santa Eufémia | População da freguesia de Santa Eufémia | População da freguesia de Santa Eufémia | População da freguesia de Santa Eufémia | População da freguesia de Santa Eufémia |
| --------------------------------------- | --------------------------------------- | --------------------------------------- | --------------------------------------- | --------------------------------------- | --------------------------------------- | --------------------------------------- | --------------------------------------- | --------------------------------------- | --------------------------------------- | --------------------------------------- | --------------------------------------- | --------------------------------------- | --------------------------------------- | --------------------------------------- |
| 1864                                    | 1878                                    | 1890                                    | 1900                                    | 1911                                    | 1920                                    | 1930                                    | 1940                                    | 1950                                    | 1960                                    | 1970                                    | 1981                                    | 1991                                    | 2001                                    | 2011                                    |
|                                         |                                         |                                         |                                         |                                         |                                         | 1 224                                   | 1 673                                   | 2 034                                   | 2 177                                   | 1 841                                   | 1 898                                   | 2 076                                   | 2 420                                   | 2 327                                   |

Criada pelo decreto nº 15.009, de 7 de fevereiro de 1928, com lugares desanexados das freguesias de Pousos e Caranguejeira

## História
Desmembrada das freguesias de Pousos e Caranguejeira, tem como orago Santa Eufémia e foi criada religiosamente por Provisão do Sr. Bispo em 29 de Janeiro de 1946 com a congrua de cada fogo dar ao pároco um alqueire de cereal e meio fogo ½ alqueire, não podendo ser inferior a 250 alqueires de cereal e 30 medidas de vinho ou o seu equivalente em dinheiro, pelo preço corrente.
Foi Freguesia civil em 22 de Dezembro de 1928.
Em 1960 a freguesia de Sta Eufémia tinha 2 177 habitantes, em 1981 tinha 1 898 e em 2001 contaram-se 2 420 habitantes3.

## Localização
| Noroeste: Marrazes | Norte: Boa Vista           | Nordeste: Caranguejeira |
| Oeste: Pousos      |                            | Este: Caranguejeira     |
| Sudoeste: Pousos   | Sul: Pousos, Caranguejeira | Sudeste: Caranguejeira  |

## Património
- Abrigo do Lagar Velho, no Vale do Lapedo.[5]
- Igreja Paroquial moderna construída pelo povo.

## Eventos Culturais (Festas populares e religiosas)
- N.S. da Conceição (Páscoa)
- Espírito Santo (móvel)
- Santa Eufémia (Agosto)
- Santa Marta (Agosto)

## Lugares da antiga freguesia
- Caxieira
- Espinheirinha
- Casal Capitão
- Souto de Baixo
- Quintas do Sirol
- Vale da Garcia
- Apariços
- Ferreiros
- Casal da Ladeira
- Figueira do Outeiro
- Bregieira
- Olivais
- Lapedo
- Carrasqueira
- Quinta dos Frades
- Trabulheira
- Santa Eufémia